# Spec-3
Spec-3 to cel latający – holowany szybowiec.
W styczniu 1955 w Zakładzie Wytrzymałości Instytutu Lotnictwa kierowanym przez inż. Tadeusza Chylińskiego dla wyeliminowania mankamentu niekontrolowanego lądowania, jaki mógł wystąpić w celu latającym TC-2, przystąpiono do opracowania celu latającego określanego jako Spec-3. Konstruktorem Spec-3 był inż. Tadeusz Chyliński. Nowy latający cel podczas prób w locie miał być holowany przez samolot Cessna UC-78A Bobcat od momentu startu do lądowania, czyli we wszystkich fazach lotu. Szybowiec Spec-3 był to średniopłat o układzie kaczki, którego całkowita powierzchnia nośna rozkładała się na 27% przedniego płata i 73% tylnego płata. Wydłużenie płata przedniego (stosunek kwadratu rozpiętości do powierzchni) wynosiło 4,25, a tylnego 15,00. Obrys powierzchni nośnych oraz kąt zaklinowania były obliczone dla pewnej optymalnej prędkości wyważenia, co powodowało, że przy mniejszej prędkości od optymalnej szybowiec leciał poniżej toru lotu samolotu holującego, a przy większej wznosił się powyżej. Spec-3 startował w podobny sposób jak cel TC-2, tzn. z odłączanego wózka, natomiast lądowanie odbywało się na płozie umocowanej pod kadłubem i na trójpunktowym podwoziu z małymi kółkami stabilizującymi szybowiec podczas toczenia po ziemi. Kadłub szybowca połączony był z wózkiem poprzez zaczep elektromechaniczny. Zwolnienie zaczepu po starcie następowało automatycznie po uniesieniu się szybowca w powietrze. Pierwsza część prac obejmowała skończenie projektu, wykonanie modelu latającego szybowca w skali 1:2,5 i przeprowadzenie prób modelu w locie. Następnym etapem była budowa prototypu szybowca w skali 1:1 i poddanie go próbom w locie. W listopadzie 1955 została ukończona budowa modelu szybowca Spec-3, a w październiku nastąpił jego oblot. Konstrukcja celu była całkowicie drewniana. Obie powierzchnie nośne były jednodźwigarowe z kesonem pokryte sklejką i płótnem. Na tylnej powierzchni nośnej umieszczono płyty brzegowe. Powierzchnia nośna przednia była usytuowana w środku długości kadłuba; na jej końcach znajdowały się zaczepy dla liny holowniczej. Kadłub półskorupowy wykonano z drewna. Przód kadłuba posiadał poprzeczkę, na której podczas lotu spoczywały „lejce” holu. W momencie gdy szybowiec leciał zbyt wysoko nad holownikiem, nacisk linki na poprzeczkę nie pozwalał na nadmierne wznoszenie się szybowca względem samolotu holującego. Usterzenie składało się z dużego pionowego statecznika ze sporym skosem do tyłu wyposażonego w klapkę wyważającą. Do holowanie Spec-3 użyto po specjalnym przystosowaniu samolotu Instytutu Lotnictwa Cessna UC78A Bobcat. Na miejscu zdemontowanych trzech siedzeń dla pasażerów zamontowano ściągarkę liny z napędem hydraulicznym. Start i lądowanie wykonywane były na holu o długości 30–40 m. W czasie lotu linkę rozwijano na długość około 500 m. W samolocie Cessna na grzbiecie kadłuba zostało wycięte w poszyciu okno dla operatora obserwującego lot celu. Na wypadek sytuacji awaryjnej, ściągarka była wyposażona w nożyce mogące w każdej chwili odciąć linę z holowanym celem. Cel Spec-3 startował ze specjalnego wózka, automatycznie odłączanego po starcie. Po wielu badaniach celu i wprowadzeniu szeregu zmian i ulepszeń konstruktorskich oraz wykonaniu wielu lotów wleczonych za samolotem, próby zakończono z wynikiem pozytywnym stwierdzając, że układ aerodynamiczny celu Spec-3 wykazuje prawidłowe właściwości lotne. W grudniu 1957 roku zakończono pierwszy etap programu Spec. Drugi etap, który miał obejmować budowę prototypu naturalnej wielkości i jego badania w locie został przerwany w związku z przejęciem tematu holowanych celów latających przez Instytut Techniczny Wojsk Lotniczych w Warszawie (cele Gacek i Tukan).